# Caulochytriomycota
Caulochytriomycota é uma divisão monotípica de fungos quitrídios cuja única classe é Caulochytriomycetes. Contém também apenas uma ordem, Caulochytriales.
A espécie tipo é Caulochytrium gloeosporii Voos & L.S. Olive, Mycologia 60(3): 731 (1968).